# Чуєв Богдан Янович
Богдан Янович Чуєв (нар. 23 лютого 2000) — український футболіст, захисник клубу «Минай».

## Клубна кар'єра
Вихованець столичного «Динамо». Напередодні старту сезону 2017/18 років переведений до команди U-19, в якій протягом півтора року виступав переважно в юніорському чемпіонаті України, також за півтора сезони в київському клубі зіграв 2 поєдинки в молодіжному чемпіонату України. Наприкінці 2018 року залишив «Динамо» вільним агентом.
27 березня 2019 року підписав 2-річний контракт з «Ворсклою». Після переходу у полтавський клуб виступав переважно за молодіжну команду. За першу команду клубу дебютував 16 липня 2020 року в програному (1:2) домашньому поєдинку 31-го туру Прем'єр-ліги України проти «Маріуполя». Богдан вийшов на поле на 90+3-й хвилині, замінивши Валерія Дубка.
З 2021 року клубу — гравець клубу «Гірник-Спорт».

## Кар'єра в збірній
16 серпня 2016 року отримав виклик до юнацької збірної України (U-17) на товариський турнір Кубок Сіренка в Польщі. Дебютував у футболці юнацької збірної України (U-17) 26 серпня 2016 року в переможному (1:0) товариському поєдинку проти однолітків з Естонії, вийшовши на поле в стартовому складі. 1 вересня 2016 року вийшов на поле в стартовому складі переможного (4:3) поєдинку проти юнацької збірної Північної Ірландії (U-17). Загалом провів 2 матчі на Кубку Сіренки.
17 березня 2018 року отримав дебютний виклик до юнацької збірної України (U-18). Дебютував у складі збірної України U-18 23 березня 2018 року в виїзному товариському поєдинку проти однолітків з Австрії (U-18) (0:3). Чуєв вийшов на поле в стартовому складі та відіграв увесь матч. 